# 471
471（四百七十一、よんひゃくななじゅういち）は自然数、また整数において、470の次で472の前の数である。

## 性質
- 471は合成数であり、約数は 1, 3, 157, 471 である。
  - 約数の和は632。
- 145番目の半素数である。1つ前は469、次は473。
- 13番目の完全トーティエント数である。1つ前は363、次は729。
- 3つの連続する素数の和で表せる36番目の数である。1つ前は457、次は487。
471 = 151 + 157 + 163
- 各位の和が12になる42番目の数である。1つ前は462、次は480。
- 471 = 43 + 43 + 73
  - 3つの正の数の立方数の和1通りで表せる62番目の数である。1つ前は469、次は476。(オンライン整数列大辞典の数列 A025395)
- 471 = 3 × (122 + 12 + 1) = 3 × (132 − 13 + 1)
  - n = 12 のときの 3(n2 + n + 1) の値とみたとき1つ前は399、次は549。(オンライン整数列大辞典の数列 A259711)
- 471 = 27 + 73
  - n = 7 のときの 2n + n3 の値とみたとき1つ前は280、次は768。(オンライン整数列大辞典の数列 A097339)

## その他 471 に関連すること
- 西暦471年
- 紀元前471年
- 国鉄471系電車は日本国有鉄道の直流及び交流60Hz区間用急行形電車。
- 伊勢電気鉄道クハ471形電車
- 日本航空471便の最初の旅客の死亡事故、日本航空ニューデリー墜落事故。